# Selección de rugby de Yugoslavia
La selección de rugby de Yugoslavia solía representar a Yugoslavia en rugby hasta la década de 1990.

## Historia
SFR Yugoslavia hizo su debut en 1968 contra Rumania XV, perdiendo 3 puntos frente a 11 en los Juegos Mundiales de Deportes Juveniles en Stara Zagora (Bulgaria). Hicieron su debut completo en pruebas el 29 de diciembre de 1968, en la competición FIRA contra Italia. Hasta 1991, el equipo nacional de rugby SFR Yugoslavia jugó un total de 66 juegos de prueba y participó regularmente en la Copa de Naciones FIRA y el Trofeo FIRA. El último partido que jugó SFR Yugoslavia en abril de 1991 contra Checoslovaquia y ganó por primera vez contra este oponente.
El mejor resultado obtenido por SFR Yugoslavia en la temporada 1979-1980. Después de victorias contra Países Bajos y Suecia, empate contra Alemania Occidental y derrota contra España, SFR Yugoslavia terminó segundo en el grupo B, octavo en la clasificación total en la competencia FIRA.
Los entrenadores nacionales fueron Branimir Alaupovic de Zagreb (dos veces), Mihovil Radja de Split, Dusan Novakov de Pancevo, Marko Protega de Split y Suad Kapetanovic de Zenica.
Yugoslavia se afilió al IRB en 1988 y jugó en la clasificación para la Copa del Mundo de 1988.
Debido a los vínculos entre muchas familias yugoslavas y neozelandesas, el equipo también viajó allí.

## Jugadores notables
Artículo principal: Lista de jugadores de la unión nacional de rugby SFR Yugoslavia
Los jugadores con más servicios y partidos fueron Nikola Stancevic y Dragan Kesic del Dinamo Pancevo, Ante Zekan, Branko Radic, Damir Buzov y Vinko Labrovic de Nada Split, Tihomir Vranesevic y Dubravko Gerovac de Zagreb, Damir Uzunovic, Sreto Cadjo, Nasir Vehabovic y Jasmin Deljkic de Celik Zenica, Drago Lulic de Energoinvest Makarska, Zlatko Zver de Koloys LJubljana, Dragan Grujic de Partizan Belgrade.
En la segunda mitad de la década de 1980, muchos representantes de SFR Yugoslavia llegaron a Francia para jugar al rugby como jugadores semiprofesionales en clubes de nivel inferior. Drago Lulic de RK Energoinvest Makarska, como primero, se unió en 1986 a Montchanin. En 1987, la revista de rugby Midi-Olympique votó a Lulic como el Jugador del Mes de noviembre. Lulic también fue votado dos veces como Jugador de la semana. En la temporada 1987-1988, Damir Uzunovic, Ibrahim Hasagic y Pero Barisic se unieron a Lulic en Montchanin Rugby Sportif. Más tarde, Lulic jugó para la selección Union Sportive Bourg-en-Bresse y Rhone-Alpes y terminó su carrera en 1996 en Lons les Saunier.
Damir Dimitrijevic, Nikola Scepanovic, Renato Jukic y Muharem Gafurovic jugaron para RC Dijon, Jasmin Deljkic para Chalon Rugby, Pavle Grubisic y Dusan Jerotijevic para Plaisir Rugby, Boro Karaman para Union Sportive Bourg-en-Bresse.
El logro individual más alto lo hizo DZoni Mandic, 1,95 my 110 kg, jugador de bloqueo cum backrow. Después de un par de temporadas en el Club Olympique Creusot Bourgogne, se unió a Grenoble y en 1993 jugó la final del Campeonato de Francia de Rugby. También jugó en el Nice Rugby Club.

## Equipos sucesores
Los equipos de rugby de los estados sucesores de Yugoslavia han tenido un éxito variable, pero ninguno se ha clasificado para la Copa del Mundo.

## Partidos

### De prueba
| Fecha                    | Lugar               | Oposición           | Resultado | Torneo                                 |
| ------------------------ | ------------------- | ------------------- | --------- | -------------------------------------- |
| 31 de julio de 1968      | Stara Zagora        | Rumania XV          | 3-11      | Juegos Mundiales de la Juventud        |
| 02 de agosto de 1968     | Stara Zagora        | Bulgaria            | 6-29      | Juegos Mundiales de la Juventud        |
| 29 de diciembre de 1968  | San Donà di Piave   | Italia              | 3-22      | Copa de Naciones FIRA 1968-1969        |
| 01 de mayo de 1969       | Pančevo             | Bulgaria            | 22–6      | Copa de Naciones FIRA 1968-1969        |
| 21 de diciembre de 1969  | Madrid              | España              | 3-14      | Copa de Naciones FIRA 1969-1970        |
| 05 de abril de 1970      | Smederevska Palanka | Polonia             | 12–9      | Copa de Naciones FIRA 1969-1970        |
| 18 de octubre de 1970    | Sisak               | Polonia             | 19-15     | Amistoso                               |
| 24 de octubre de 1970    | Havířov             | Checoslovaquia      | 3-19      | Copa de Naciones FIRA 1970-1971        |
| 29 de noviembre de 1970  | Zagreb              | Checoslovaquia      | 0–9       | Copa de Naciones FIRA 1970-1971        |
| 05 de diciembre de 1971  | Madrid              | España              | 4-26      | Copa de Naciones FIRA 1971-1972        |
| 30 de abril de 1972      |                     | España              | 7-21      | Copa de Naciones FIRA 1971-1972        |
| 15 de noviembre de 1972  | Bruselas            | Bélgica             | 0-3       | Amistoso                               |
| 19 de noviembre de 1972  | La Haya             | Países Bajos        | 3-9       | Amistoso                               |
| 26 de noviembre de 1972  | Aosta               | Italia              | 12-13     | 1972-1973 Copa de Naciones FIRA        |
| 08 de abril de 1973      | Makarska            | Portugal            | 3–3       | 1972-1973 Copa de Naciones FIRA        |
| 21 de octubre de 1973    | Praga               | Checoslovaquia      | 3-32      | 1973-1974 Trofeo FIRA - Grupo B        |
| 11 de noviembre de 1973  | Zagreb              | Italia              | 7-25      | 1973-1974 Trofeo FIRA - Grupo B        |
| 01 de mayo de 1974       | Makarska            | Alemania Occidental | 8-20      | 1973-1974 Trofeo FIRA - Grupo B        |
| 26 de octubre de 1975    | Zlín                | Checoslovaquia      | 3-28      | 1975-1976 Trofeo FIRA - Grupo B        |
| 25 de abril de 1976      |                     | Suiza               | 31–4      | 1975-1976 Trofeo FIRA - Grupo B        |
| 08 de diciembre de 1976  | Bruselas            | Bélgica             | 6–8       | Trofeo FIRA 1976-1977 - Grupo B        |
| 11 de diciembre de 1976  | Lausana             | Suiza               | 18–6      | Trofeo FIRA 1976-1977 - Grupo B        |
| 14 de mayo de 1978       | Sarajevo            | URSS                | 3-18      | Trofeo FIRA 1977-1978                  |
| 18 de mayo de 1978       | Travnik             | URSS                | 6–16      | Trofeo FIRA 1977-1978                  |
| 15 de octubre de 1978    | Enköping            | Suecia              | 7-3       | 1978-1979 Trofeo FIRA - Grupo B        |
| 02 de diciembre de 1978  |                     | Países Bajos        | 11-30     | 1978-1979 Trofeo FIRA - Grupo B        |
| 16 de septiembre de 1979 |                     | Túnez               | 23–0      | Juegos mediterráneos                   |
| 20 de septiembre de 1979 |                     | Francia             | 6–86      | Juegos mediterráneos                   |
| 22 de septiembre de 1979 |                     | Marruecos           | 7-22      | Juegos mediterráneos                   |
| 17 de noviembre de 1979  |                     | Rumania XV          | 6–32      | 25º aniversario de Yugoslavia RU       |
| 16 de diciembre de 1979  | Liubliana           | Países Bajos        | 10–6      | 1979-1980 Trofeo FIRA - Grupo B        |
| 22 de diciembre de 1979  | Madrid              | España              | 3–25      | 1979-1980 Trofeo FIRA - Grupo B        |
| 03 de mayo de 1980       | Hannover            | Alemania Occidental | 6–6       | 1979-1980 Trofeo FIRA - Grupo B        |
| 17 de mayo de 1980       |                     | Suecia              | 14–4      | 1979-1980 Trofeo FIRA - Grupo B        |
| 30 de noviembre de 1980  | Kardeljevo          | Alemania Occidental | 0-16      | Trofeo FIRA 1980-1981 - Grupo B        |
| 14 de diciembre de 1980  | Hilversum           | Países Bajos        | 0-17      | Trofeo FIRA 1980-1981 - Grupo B        |
| 25 de abril de 1981      |                     | Marruecos           | 0-13      | Trofeo FIRA 1980-1981 - Grupo B        |
| 27 de noviembre de 1981  | Lausana             | Suiza               | 10-0      | 1981-1982 Trofeo FIRA Tercera división |
| 29 de noviembre de 1981  | Lieja               | Bélgica             | 0–9       | 1981-1982 Trofeo FIRA Tercera división |
| 08 de mayo de 1982       | Liubliana           | Suecia              | 9-17      | 1981-1982 Trofeo FIRA Tercera división |
| 15 de mayo de 1982       | Zenica              | Dinamarca           | 46–4      | 1981-1982 Trofeo FIRA Tercera división |
| 18 de septiembre de 1982 |                     | Túnez               | 4-0       | Amistoso                               |
| 14 de noviembre de 1982  | Praga               | Checoslovaquia      | 9-17      | 1982-1983 Trofeo FIRA Tercera división |
| 27 de noviembre de 1982  |                     | Suiza               | 36-19     | 1982-1983 Trofeo FIRA Tercera división |
| 30 de abril de 1983      | Liubliana           | Bélgica             | 23-3      | 1982-1983 Trofeo FIRA Tercera división |
| 14 de mayo de 1983       | Túnez               | Túnez               | 6–41      | 1982-1983 Trofeo FIRA Tercera división |
| 05 de noviembre de 1983  |                     | Checoslovaquia      | 16-20     | 1983-1984 Trofeo FIRA Grupo B          |
| 13 de noviembre de 1983  | Hannover            | Alemania Occidental | 0–38      | 1983-1984 Trofeo FIRA Grupo B          |
| 05 de mayo de 1984       |                     | Túnez               | 12-22     | 1983-1984 Trofeo FIRA Grupo B          |
| 07 de diciembre de 1985  | Zenica              | Suiza               | 13–6      | FIRA Grp C                             |
| 25 de mayo de 1986       | Pernik              | Bulgaria            | 4–10      | FIRA Grp C                             |
| 16 de noviembre de 1986  | Ginebra             | Suiza               | 4-3       | FIRA Grp C                             |
| 10 de mayo de 1987       | Vranje              | Bulgaria            | 32-15     | FIRA Grp C                             |
| 29 de noviembre de 1987  |                     | Alemania Occidental | 6 a 15    | Trofeo FIRA 1987-1989 - Grupo B2       |
| 14 de abril de 1988      | Lieja               | Bélgica             | 11-18     | Trofeo FIRA 1987-1989 - Grupo B2       |
| 16 de abril de 1988      | Hilversum           | Países Bajos        | 10–31     | Trofeo FIRA 1987-1989 - Grupo B2       |
| 08 de mayo de 1988       |                     | Portugal            | 9-22      | Trofeo FIRA 1987-1989 - Grupo B2       |
| 13 de noviembre de 1988  |                     | Bélgica             | 4-31      | Trofeo FIRA 1987-1989 - Grupo B2       |
| 20 de noviembre de 1988  | Hannover            | Alemania Occidental | 6-29      | Trofeo FIRA 1987-1989 - Grupo B2       |
| 27 de noviembre de 1988  |                     | Países Bajos        | 6-0       | Trofeo FIRA 1987-1989 - Grupo B2       |
| 22 de abril de 1989      | Lousa               | Portugal            | 9-13      | Trofeo FIRA 1987-1989 - Grupo B2       |
| 09 de septiembre de 1989 | Vyškov              | Checoslovaquia      | 6-23      | WCQ Europa                             |
| 13 de mayo de 1990       | Luxemburgo          | Luxemburgo          | 28–6      | 1989-1990 Trofeo FIRA Tercera división |
| 26 de mayo de 1990       |                     | Andorra             | 3-9       | 1989-1990 Trofeo FIRA Tercera división |
| 11 de noviembre de 1990  | Kostinbrod          | Bulgaria            | 0-3       | Trofeo FIRA 1990-1992                  |
| 21 de abril de 1991      | Belgrado            | Checoslovaquia      | 22–6      | Trofeo FIRA 1990-1992                  |

En total 66 juegos de prueba (20 ganados, 2 empatados, 44 perdidos)

### Oponentes
| Nación              | PJ | G  | E | P  | % de victorias |
| ------------------- | -- | -- | - | -- | -------------- |
| Alemania Occidental | 6  | 0  | 1 | 5  | 0%             |
| Andorra             | 1  | 0  | 0 | 1  | 0%             |
| Bélgica             | 6  | 1  | 0 | 5  | 16,66%         |
| Bulgaria            | 5  | 2  | 0 | 3  | 40%            |
| Checoslovaquia      | 8  | 1  | 0 | 7  | 12,50%         |
| Dinamarca           | 1  | 1  | 0 | 0  | 100%           |
| España              | 4  | 0  | 0 | 4  | 0%             |
| Francia XV          | 1  | 0  | 0 | 1  | 0%             |
| Italia              | 3  | 0  | 0 | 3  | 0%             |
| Luxemburgo          | 1  | 1  | 0 | 0  | 100%           |
| Marruecos           | 2  | 0  | 0 | 2  | 0%             |
| Países Bajos        | 6  | 2  | 0 | 4  | 33,33%         |
| Polonia             | 2  | 2  | 0 | 0  | 100%           |
| Portugal            | 3  | 0  | 1 | 2  | 0%             |
| Rumania XV          | 2  | 0  | 0 | 2  | 0%             |
| Suecia              | 3  | 2  | 0 | 1  | 66%            |
| Suiza               | 6  | 6  | 0 | 0  | 100%           |
| Túnez               | 4  | 2  | 0 | 2  | 50%            |
| URSS                | 2  | 0  | 0 | 2  | 0%             |
| Total               | 66 | 20 | 2 | 44 | 30%            |

## RFS Yugoslavia XV (juegos no oficiales)
| Fecha                    | Lugar           | Oposición                                   | Resultado | Torneo                        |
| ------------------------ | --------------- | ------------------------------------------- | --------- | ----------------------------- |
| 30 de noviembre de 1968  |                 | Checoslovaquia XV                           | 10-12     | Amistoso                      |
| 31 de diciembre de 1968  | Rovigo          | Italia del norte                            | 9-19      |                               |
| 22 de noviembre de 1972  | Colonia         | Nord Rhein ( Alemania)                      | 46–3      |                               |
| 24 de octubre de 1974    | Zagreb          | Club de rugby de Waitemata ( Nueva Zelanda) | 3-33      |                               |
| 25 de noviembre de 1977  | Timișoara       | RC Universitatea Timișoara ( Rumania)       | 0–4       |                               |
| 27 de noviembre de 1977  | Timișoara       | Selección de Timișoara ( Rumania)           | 19-0      |                               |
| 29 de noviembre de 1977  | Timișoara       | RC Elektrotemis ( Rumania)                  | 22–06     |                               |
| 26 de febrero de 1978    | Zagreb          | NZL Yugoslav Rugby Club ( Nueva Zelanda)    | 0-10      |                               |
| 08 de septiembre de 1978 | Kastel Stari    | Universidad de Victoria ( Canadá)           | 9-16      |                               |
| 10 de septiembre de 1978 | Makarska        | RC Universitatea Timișoara ( Rumania)       | 7-23      |                               |
| 12 de septiembre de 1978 | Sinj            | RC Universitatea Timișoara ( Rumania)       | 19–03     |                               |
| 30 de septiembre de 1978 | Belgrado        | RC Partizan                                 | 48-3      |                               |
| 03 de octubre de 1980    | Pančevo         | RC Valencia ( España)                       | 15-20     | Kup oslobodjenja Panceva      |
| 05 de octubre de 1980    | Pančevo         | Yugoslavia sub-23                           | 58–6      | Kup oslobodjenja Panceva      |
| 18 de octubre de 1980    | Belgrado        | Hrvatska                                    | 10-24     | Kup oslobodjenja Beograda     |
| 19 de octubre de 1980    | Belgrado        | Liubliana                                   | 30-10     | Kup oslobodjenja Beograda     |
| 09 de abril de 1982      | Šibenik         | London Scottish RFC U23 ( Inglaterra)       | 21-12     |                               |
| 15 de octubre de 1983    | Belgrado        | Beograd                                     | 40–4      |                               |
| 15 de mayo de 1984       |                 | Middlesex County Clubs ( Inglaterra)        | 0–36      |                               |
| 21 de octubre de 1984    | Belgrado        | Beograd                                     | 48–4      | Kup oslobođenja Beograda      |
| 22 de octubre de 1984    | Belgrado        | RC Stiinta Baia Mare ( Rumania)             | 8-12      | Kup oslobođenja Beograda      |
| 20 de octubre de 1985    | Belgrado        | Beograd                                     | 40-0      | Kup oslobođenja Beograda      |
| 21 de octubre de 1985    | Belgrado        | RC Stiinta Baia Mare ( Rumania)             | 10-26     | Kup oslobođenja Beograda      |
| 05 de diciembre de 1985  | Pordenone       | Italia del norte                            | 6-10      |                               |
| 16 de octubre de 1986    |                 | NZ YUG Sports Club ( Nueva Zelanda)         | 3-43      |                               |
| 13 de marzo de 1988      |                 | Dalmacija XV                                | 23-14     |                               |
| 20 de marzo de 1988      | Palic           | Srbija XV                                   | 60-3      |                               |
| 02 de abril de 1988      | Sinj            | RK Sinj                                     | 46–0      | Cetinska krajina              |
| 03 de abril de 1988      | Sinj            | Becket Haus RFC ( Inglaterra)               | 13-0      | Cetinska krajina              |
| 03 de mayo de 1988       | Makarska        | RK Energoinvest                             | 47–4      |                               |
| 04 de mayo de 1988       | Makarska        | Selección Bourgogne (FRA)                   | 13-13     |                               |
| 20 de mayo de 1988       |                 | Clubes del condado de Surrey ( Inglaterra)  | 6–32      |                               |
| 10 de septiembre de 1988 |                 | RK Nada II                                  | 80-0      | Turnir povodom Dana mornarice |
| 11 de septiembre de 1988 |                 | RK Nada                                     | 16–8      | Turnir povodom Dana mornarice |
| 01 de octubre de 1988    | Pančevo         | RK Nada                                     | 10–6      | Kup oslobođenja Pančeva       |
| 02 de octubre de 1988    | Pančevo         | RK Partizan                                 | 8–4       | Kup oslobođenja Pančeva       |
| 13 de octubre de 1988    | Crawley         | North Sussex XV ( Inglaterra)               | 9–39      | Gira por Inglaterra           |
| 16 de octubre de 1988    | Southend-on-Sea | Southand RFC ( Inglaterra)                  | 9-13      | Gira por Inglaterra           |
| 18 de octubre de 1988    | Londres         | London Welsh RFC ( Inglaterra)              | 6–46      | Gira por Inglaterra           |
| 20 de octubre de 1988    | Esher           | Clubes del condado de Surrey ( Inglaterra)  | 12-23     | Gira por Inglaterra           |
| 26 de marzo de 1989      |                 | Calder Vale RFC ( Inglaterra)               | 36–3      |                               |
| 17 de abril de 1989      | Creusotina      | Club Olimpique Creusotin ( Francia)         | 9-10      | Tour Francia / España         |
| 24 de abril de 1989      | San Sebastián   | Gipuzkoa XV ( España)                       | 36–3      | Tour Francia / España         |
| 18 de mayo de 1989       |                 | Viejo Emanuel RFC ( Inglaterra)             | 26–4      |                               |
| 03 de junio de 1989      | Zagreb          | RK Mladost                                  | 82–9      |                               |
| 06 de septiembre de 1989 | Liubliana       | RK Bežigrad                                 | 69–9      |                               |
| 06 de mayo de 1990       | Pontarlier      | Francia Universitaire                       | 19–42     | Tour de Francia               |
| 08 de mayo de 1990       | Digoin          | Bourgogne ( Francia)                        | 7-24      | Tour de Francia               |
| 10 de mayo de 1990       | Plaisir         | Club de rugby Plaisir ( Francia)            | 21-18     | Tour de Francia               |
| 14 de octubre de 1990    |                 | Club deportivo NZ YUG ( Nueva Zelanda)      | 0-30      |                               |

## Entrenadores (solo juegos de prueba)
| Nombre             | Período   | PJ | G | E | P  | Prom. de victorias |
| ------------------ | --------- | -- | - | - | -- | ------------------ |
| Branko Stimac      | 1968      | 3  | 0 | 0 | 3  | 0%                 |
| Branimir Alaupovic | 1969-1974 | 15 | 3 | 1 | 11 | 19,8%              |
| Mihovil Radja      | 1975-1979 | 14 | 5 | 0 | 9  | 35,5%              |
| Dusan Novakov      | 1980-1981 | 7  | 2 | 1 | 4  | 28,6%              |
| Suad Kapetanovic   | 1982      | 2  | 1 | 0 | 1  | 50,0%              |
| Branimir Alaupovic | 1982-1987 | 12 | 5 | 0 | 7  | 42,5%              |
| Marko Protega      | 1987-1991 | 13 | 3 | 0 | 10 | 23,1%              |

## Estadísticas (solo juegos de prueba)

### Más participaciones
| Pos. | Nombre             | Club                 | Período   | Pdos. | Pts. |
| ---- | ------------------ | -------------------- | --------- | ----- | ---- |
| 1    | Nikola Stancevic   | RK Dinamo Pancevo    | 1973-1990 | 44    | 34   |
| 2    | Dragan Kesic       | RK Dinamo Pancevo    | 1968-1980 | 30    |      |
| 3    | Branko Radic       | RK Nada Split        | 1968-1980 | 29    | 13   |
| 4    | Tihomir Vranesevic | RK Sisak / RK Zagreb | 1979-1990 | 29    | 16   |
| 5    | Vinko Labrovic     | RK Nada Split        | 1980-1990 | 27    | 33   |
| 6    | Nasir Vehabovic    | RK Celik Zenica      | 1982-1991 | 22    | 48   |
| 7    | Damir Uxunovic     | RK Celik Zenica      | 1980-1991 | 22    | 12   |
| 8    | Ante Zekan         | RK Nada Split        | 1970–1981 | 20    | 8    |
| 9    | Damir Buzov        | RK Nada Split        | 1979–1988 | 20    |      |
| 10   | Dusan Panic        | RK Zagreb            | 1979-1985 | 19    | 12   |

### Nuevos equipos nacionales
Los siguientes equipos sucesores están en la Copa Europea de Naciones:
- Selección de rugby de Bosnia y Herzegovina
- Selección de rugby de Croacia
- Selección de rugby de Serbia
- Selección de rugby de Eslovenia
- Selección de rugby de Montenegro